# أندريه كوبيلوف
أندريه كوبيلوف (بالروسية: Андре́й Андре́евич؛ مواليد 10 يونيو 1965) هو مُقاتل فنون قتالية مختلطة روسي.

## وصلات خارجية
- أندريه كوبيلوف على موقع شيردوغ (الإنجليزية)
- أندريه كوبيلوف على موقع IMDb (الإنجليزية)